# Windlust (Nieuwerkerk aan den IJssel)
Windlust is een gerestaureerde stellingkorenmolen in Kortenoord bij Nieuwerkerk aan den IJssel. De molen is een rijksmonument sinds 1999 en staat aan de Hollandsche IJssel (wijk Kortenoord). Deze stenen molen werd origineel gebouwd circa 1780. Hiervoor stond op dezelfde plaats een houten standerdmolen. In 1952 werd de molen gedeeltelijk afgebroken, maar bleef in gebruik als opslag van een graanbedrijf.
Tijdens de laatste restauratie is de stellingmolen ca 8 meter verplaatst en 4,5 meter verhoogd: onder de oude molen is een dagcentrum (voor mensen met een verstandelijke handicap) gebouwd. Het binnenwerk van Windlust is herbouwd. De molen bevat nu drie koppels maalstenen en een menger, alle windgedreven. Onder in de molen bevindt zich een winkel waarin souvenirs en graanproducten worden verkocht.
De molen is eigendom van Comité Behoud Molen Windlust en wordt beheerd door Stichting Molen Kortenoord. Deze stichting heeft de molen herbouwd. Op 21 mei 2005 werd de molen officieel geopend. Bij de molen is een theeschenkerij gevestigd die beheerd wordt door het dagcentrum. Dit dagcentrum levert tevens het brood en gebak dat verkocht wordt in de theeschenkerij.

## Foto's

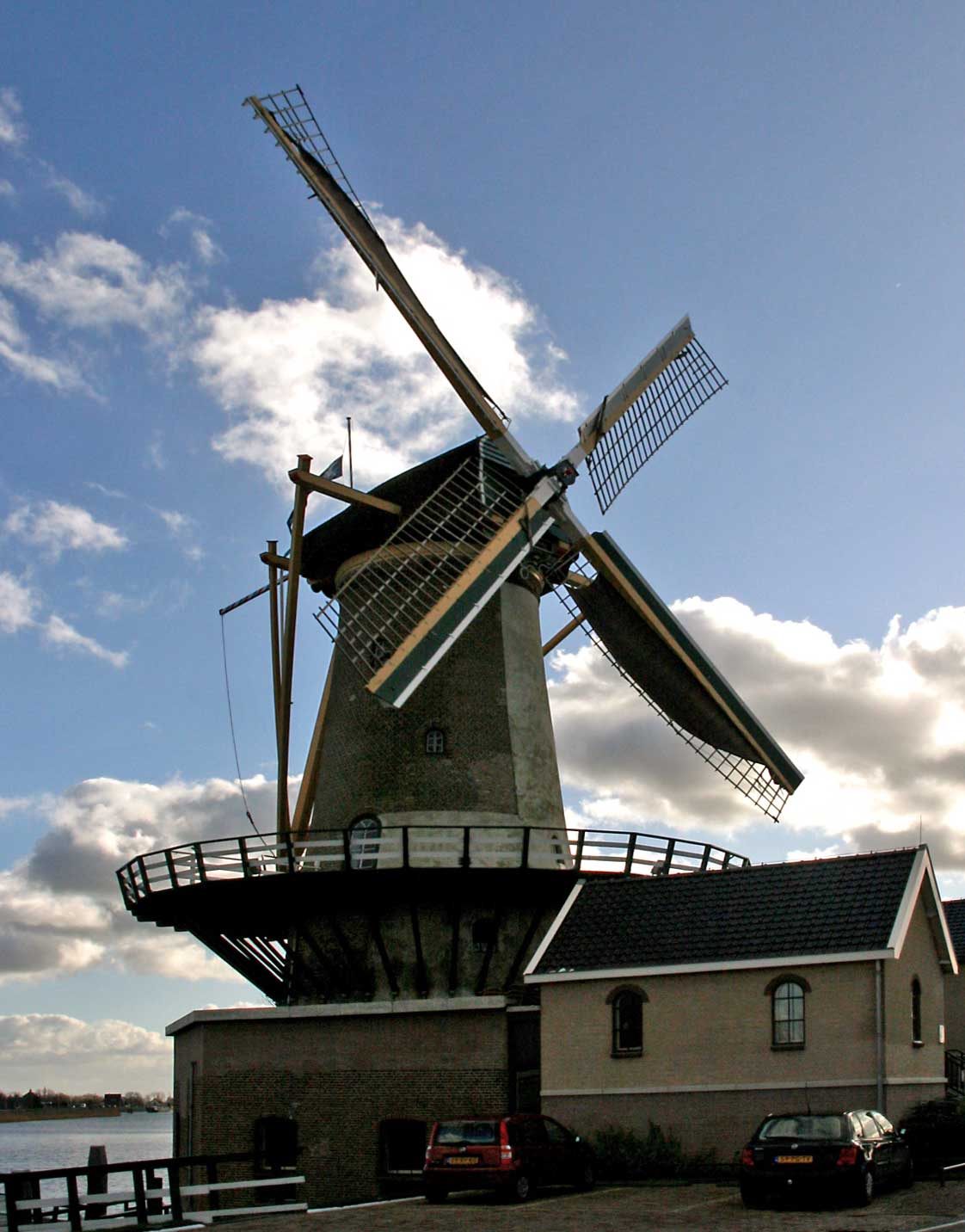
De molen, gezien vanaf de dijk
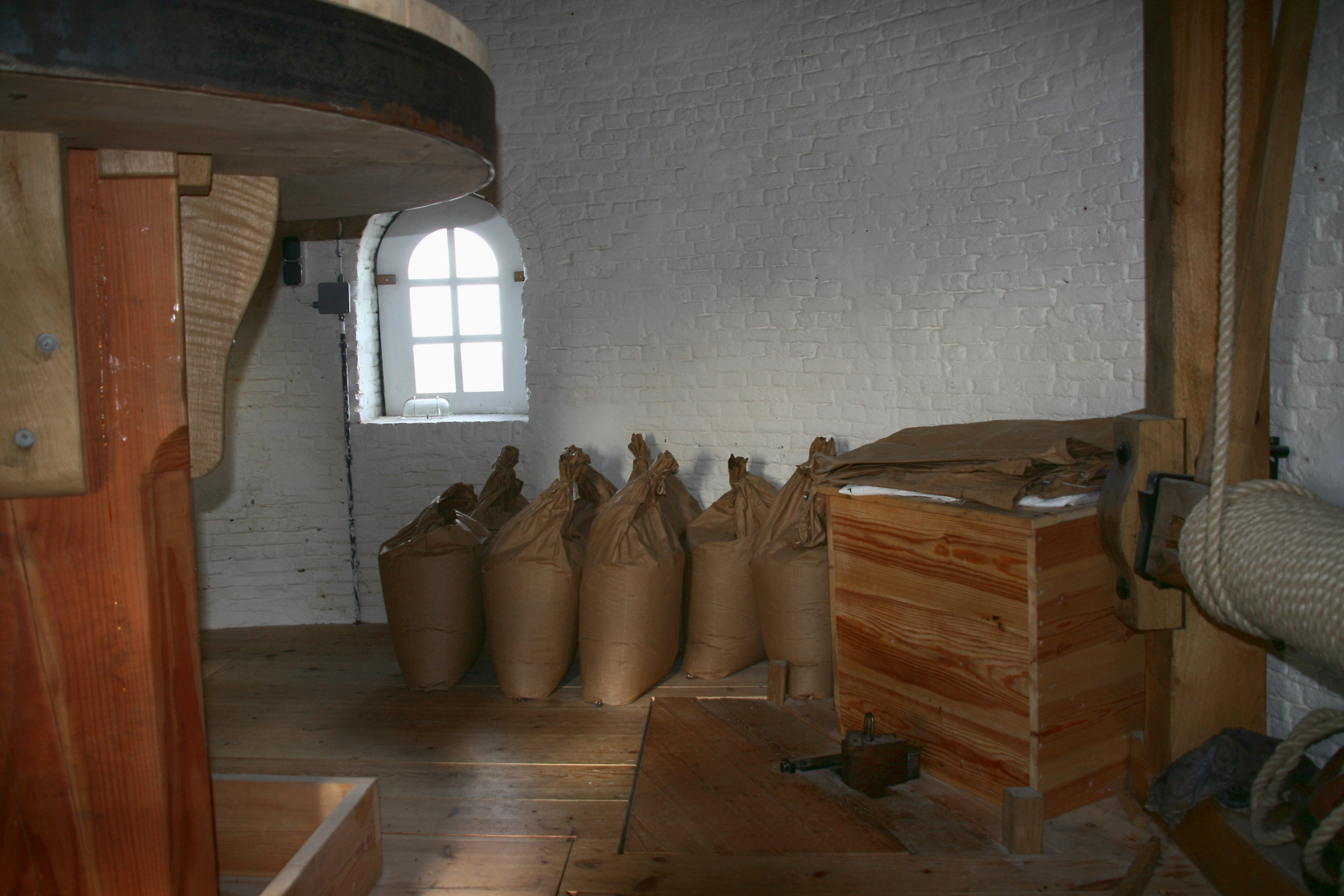
zakken graan bij de kaar
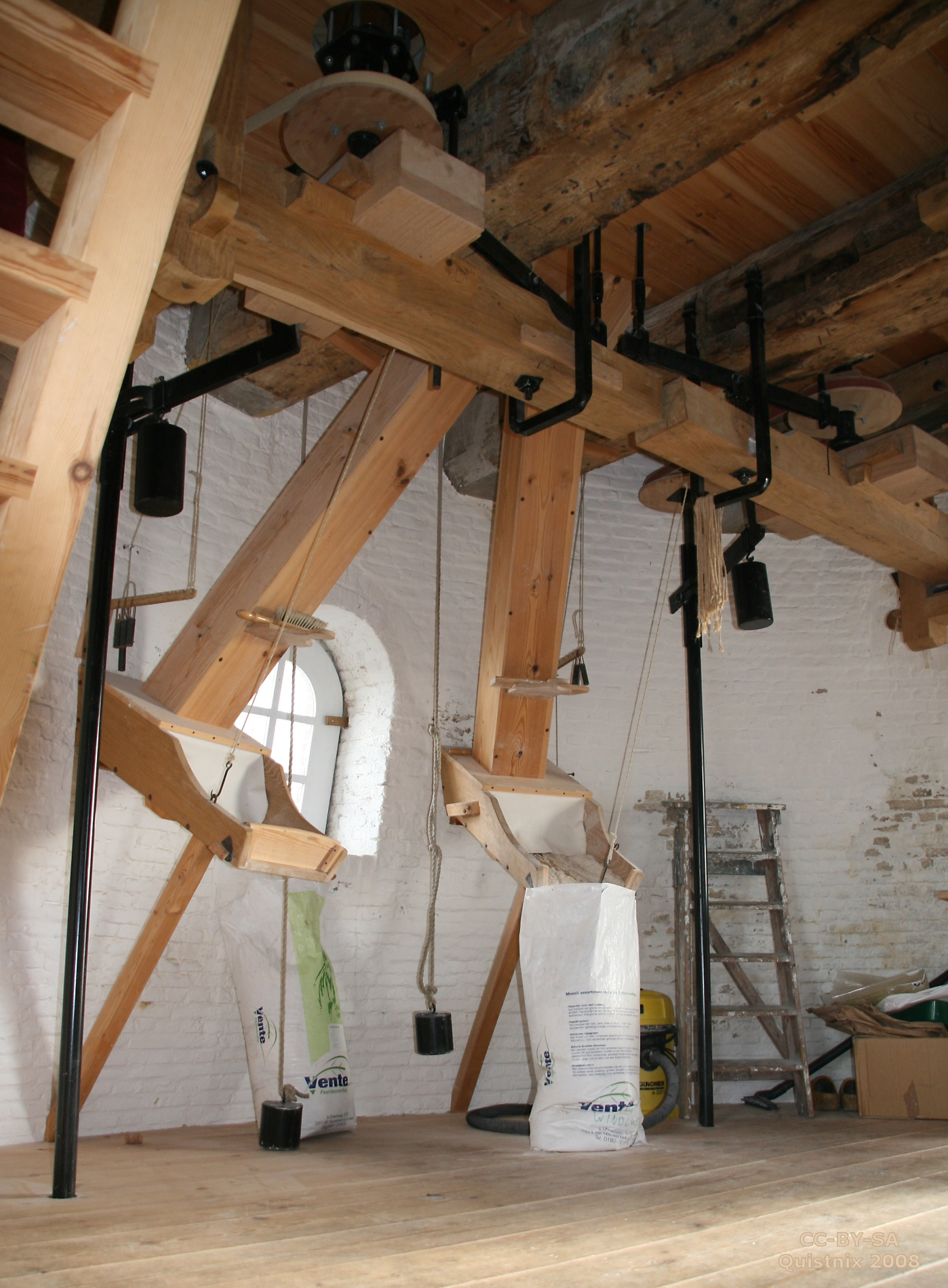
Maalzolder; de zwarte stangen lopen door de vloer naar de regulateurs
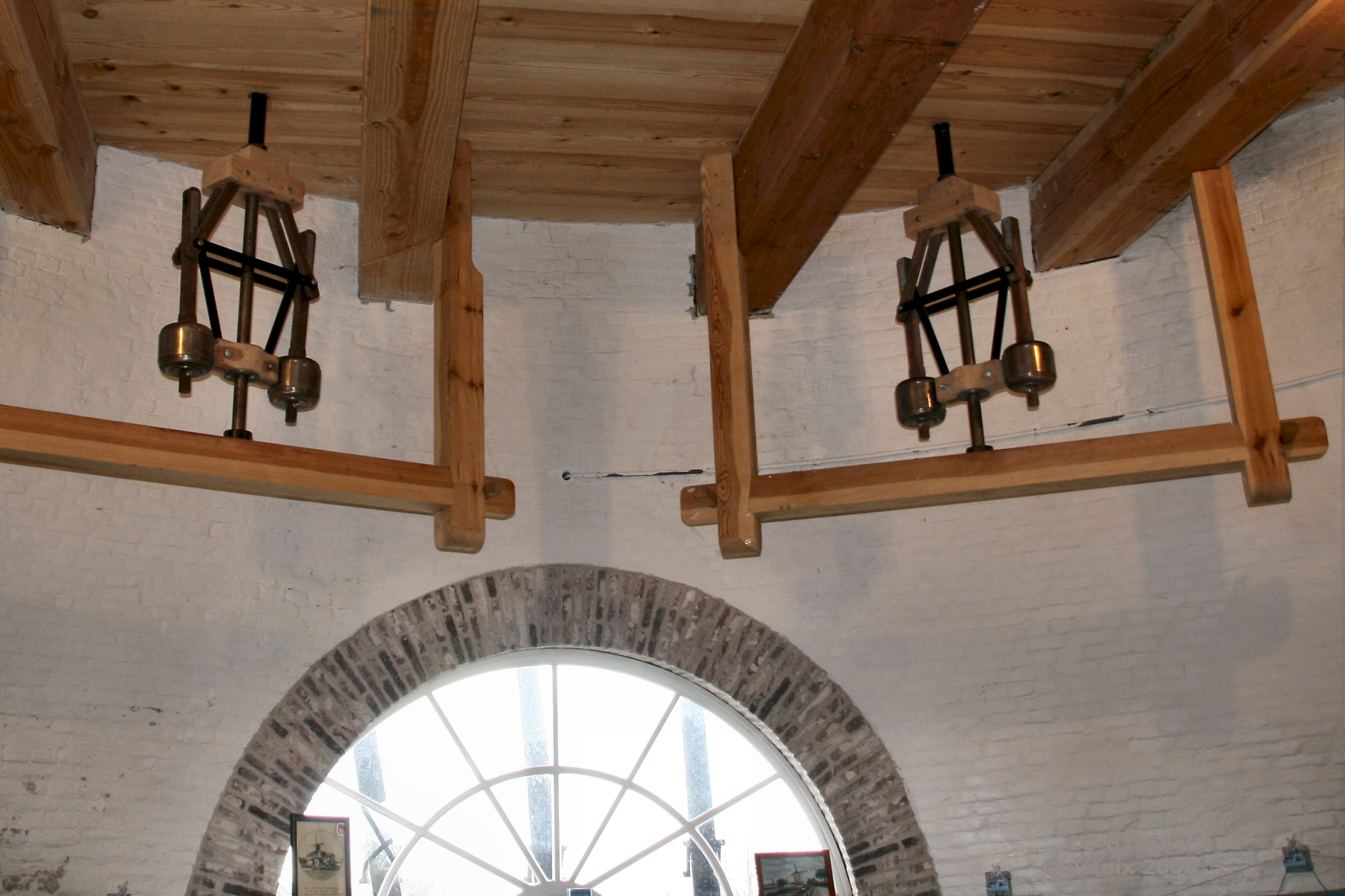
Regulateurs, hangende onder de vloer van de maalzolder
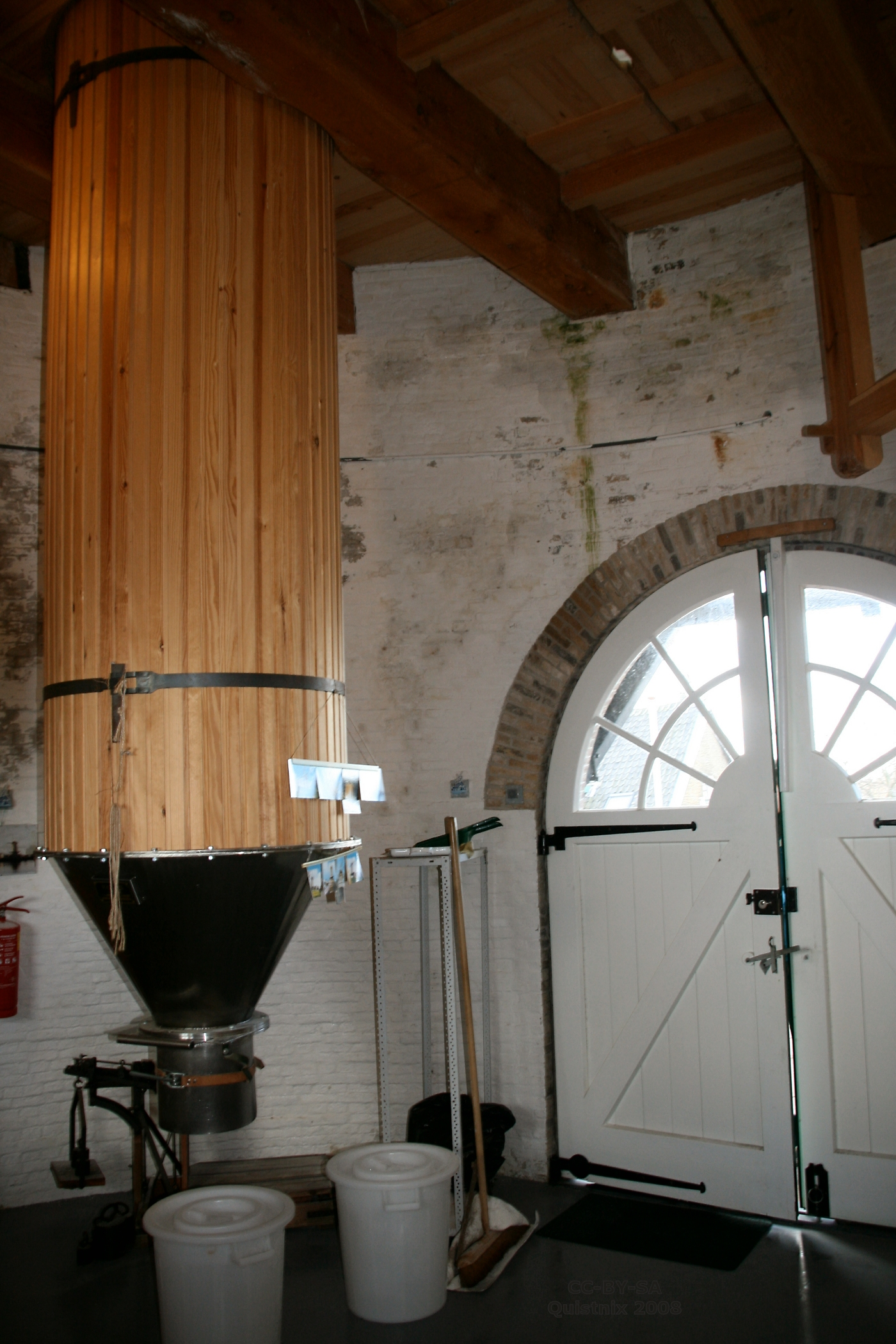
Menger